# حركة اليسار الجديد (بيرو)
حركة اليسار الجديد (بالإسبانية: Movimiento Nueva Izquierda)‏ هو حزب سياسي في بيرو. في الانتخابات التشريعية التي أجريت في 9 أبريل 2006، فاز الحزب بنسبة 1.2 ٪ من الأصوات الشعبية ولكن لم يفز بأي مقاعد في مجلس الشيوخ. رشح الحزب ألبرتو مورينو للرئاسة عام 2006 وحصل على 0.3٪ من الأصوات الشعبية.